# Barranc de les Espones
El Barranc de les Espones, és un dels barrancs del terme de la Torre de Cabdella, dins de l'antic terme de Mont-ros.
Es forma als Palancons per la unió dels barrancs dels Espinaus, que ve del nord havent recollit les aigües del barranc del Ribàs i del del Ban, i dels Clotets, que ve de llevant.
Des d'aquest lloc el barranc de les Espones davalla cap a ponent, però fent un ampli revolt cap al nord per tal de superar pel nord el Serrat del Pui. S'aboca en el Flamisell a la part central de Molinos.